# Konkurs Piosenki Eurowizji Junior 2011
9. Konkurs Piosenki Eurowizji Junior odbył się 3 grudnia 2011 w Kompleksie Sportowo-Koncertowym im. Karena Demircziana w Erywaniu. Koncert zorganizowała Europejska Unia Nadawców i ormiański nadawca Hajastani Hanrajin herrustajnkerut'jun (AMPTV). 

## Lokalizacja

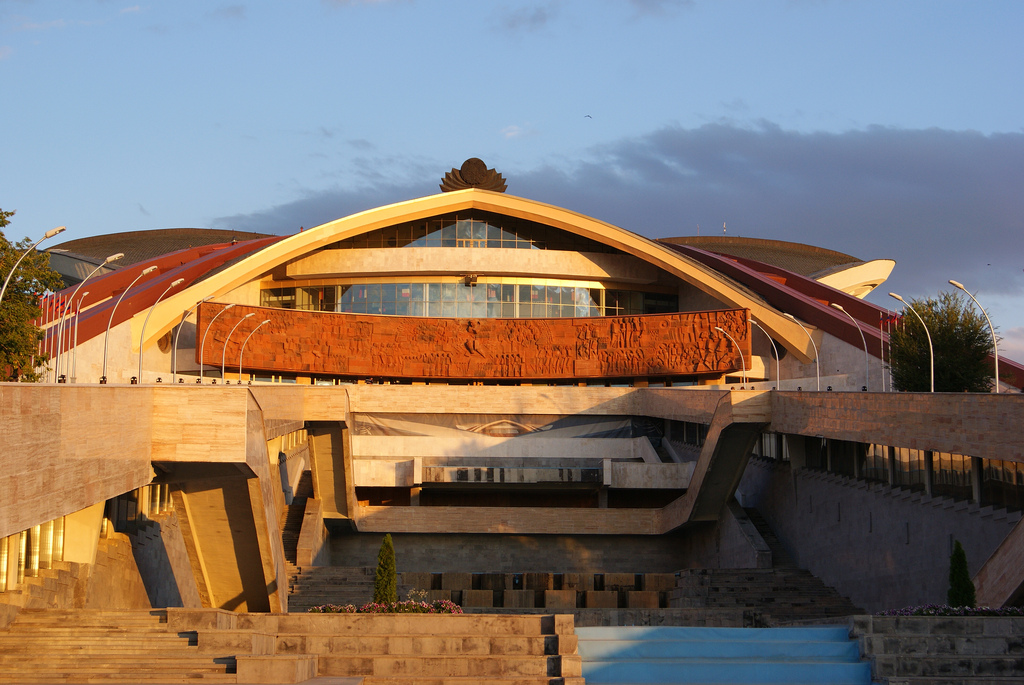
Kompleks Sportowo-Koncertowy im. Karen Demirczian, miejsce organizacji konkursu.

### Wybór miejsca organizacji
Dnia 18 stycznia 2011, Europejska Unia Nadawców postanowiła, że konkurs odbędzie się w Erywaniu w Kompleksie Sportowo-Koncertowym im. Karena Demircziana. O organizację walczyły jeszcze cztery państwa Szwecja (SVT), Gruzja (SSM), Białoruś (BTRC) i Rosja (RTR). To pierwszy przypadek w historii konkursu, kiedy kraj zwycięski poprzedniego konkursu organizuje go w przyszłym roku.

## Organizacja

### Prowadzący
Prowadzącymi widowiska zostali Gohar Gasparyan i Avet Barseghyan.

### Dyskusja na temat odwołania konkursu
W dniu 14 października 2010 w Mińsku odbyło się spotkanie szefów delegacji Konkursu Piosenki Eurowizji dla Dzieci. Szef delegacji Armenii, Diana Mnatsakanyan poinformowała, że 8. edycja konkursu może być ostatnią w historii Eurowizji dla Dzieci. Powodem były problemy finansowe nadawców uczestniczących państw, konkurencja ocen wśród telewidzów i stresu u dzieci uczestniczących. Producent wykonawczy Oleksandr Martynenko oznajmił, że „organizatorzy zawodów dokładają wszelkich starań, aby nie było konkurencji wśród dzieci”. Ostateczna decyzja została omówiona przez komitet organizacyjny w tygodniu Eurowizji dla Dzieci w Mińsku, a następnie Svante Stockselius potwierdził, że są kraje, które są gotowe do organizacji konkursu w tym roku.

### Zmiany dotyczące systemu głosowania
Taki sam jak w roku ubiegłym, czyli w finale głosuje jury oraz telewidzowie w stosunku 50:50. Głosowanie widzów zacznie się od pierwszej prezentacji piosenki, a zakończy się 15 minut po zejściu ze sceny ostatniego uczestnika. Głosy przydzielano w „systemie eurowizyjnym”, tj. 12-10-8-7-6-5-4-3-2-1. Na start podawania punktacji każde państwo otrzymuje 12 punktów.

## Kraje uczestniczące
15 lipca 2011 EBU opublikowało pełną listę uczestników. Początkowo debiut planowało San Marino, jednak z powodu małego zainteresowania, państwo to musiało zrezygnować z konkursu. Z udziału wycofali się nadawcy z Malty i Serbii.

### Powracający artyści
Reprezentantką Rosji została Jekatierina Riabowa, która brała udział w 2009 roku zajmując 2 miejsce (nierozstrzygnięty remis z Armenią).

### Finał
| Lp. | Kraj      | Artysta             | Utwór                                            | Język                   | Miejsce | Punkty |
| --- | --------- | ------------------- | ------------------------------------------------ | ----------------------- | ------- | ------ |
| 1   | Rosja     | Jekatierina Riabowa | „Kak Romieo i Dżulietta” (Как Ромео и Джульетта) | rosyjski                | 4       | 99     |
| 2   | Łotwa     | Amanda Bašmakova    | „Moondog"                                        | łotewski                | 13      | 31     |
| 3   | Mołdawia  | Lerika              | „No-No”                                          | angielski, rumuński     | 6       | 78     |
| 4   | Armenia   | Dalita              | „Welcome to Armenia”                             | angielski, ormiański    | 5       | 85     |
| 5   | Bułgaria  | Ivan Ivanov         | „Supergeroj” (Супергерой)                        | bułgarski               | 8       | 60     |
| 6   | Litwa     | Paulina Skrabytė    | „Debesys”                                        | litewski                | 10      | 53     |
| 7   | Ukraina   | Kristall            | „Jewropa” (Європа)                               | ukraiński               | 11      | 42     |
| 8   | Macedonia | Dorijan Dlaka       | „Żimi Owoj Frak” (Жими Овой Фрак)                | macedoński              | 12      | 31     |
| 9   | Holandia  | Rachel              | „Ik ben een teenager”                            | niderlandzki            | 2       | 103    |
| 10  | Białoruś  | Lidija Zabłocka     | „Angiely dobra” (Ангелы добра)                   | rosyjski                | 3       | 99     |
| 11  | Szwecja   | Eric Rapp           | „Faller”                                         | szwedzki                | 9       | 57     |
| 12  | Gruzja    | Candy               | „Candy Music”                                    | gruziński               | 1       | 108    |
| 13  | Belgia    | Femke               | „Een kusje meer”                                 | francuski, niderlandzki | 7       | 64     |